# Хомисайд
Нельсон Эразо (англ. Nelson Erazo, род. 20 марта 1977, Бруклин, Нью-Йорк) — американский рестлер, более известный под именем Хомиса́йд (англ. Homicide). В настоящее время он выступает в National Wrestling Alliance (NWA) и Ring of Honor (ROH), где является членом группировки VLNCE UNLTD.
Наиболее известен по выступлениям в Impact Wrestling, где он был однократным чемпионом икс-дивизиона и трехкратным командным чемпионом мира с партнером по команде Эрнандесом. Он также известен по выступлениям в Ring of Honor, где он по одному разу становился чемпионом мира ROH и командным чемпионом мира, а также в Pro Wrestling Guerrilla (PWG), где он является однократным командным чемпионом мира и победителем турнира Tango & Cash Invitational вместе с Би-Боем, и в Jersey All Pro Wrestling (JAPW), где он семь раз становился чемпионом в тяжелом весе и командным чемпионом.

## Личная жизнь
Эразо является членом большой пуэрто-риканской общины Нью-Йорка, известной в народе как «ньюйориканцы». Вначале он выступал под именем Латинский террор, что указывало на его латиноамериканскую национальность. Однако в 1995 году Эразо наскучил этот образ, и он решил создать нового персонажа, основанного на его собственном прошлом. В юности он был членом банды, и это отразилось в его образе Хомисайда, взяв название своего персожнала из эпизода программы America’s Most Wanted, где человек был арестован за убийство. Впоследствии Эразо заявил, что он представляет «Нью-Йорк и Пуэрто-Рико», часто используя флаг Пуэрто-Рико в своей одежде и нередко пронося его на ринг. Вне рестлинга Эразо женился в 1994 году и является отцом двоих детей, сына и дочери.

## Титулы и достижения
- Assault Championship Wrestling

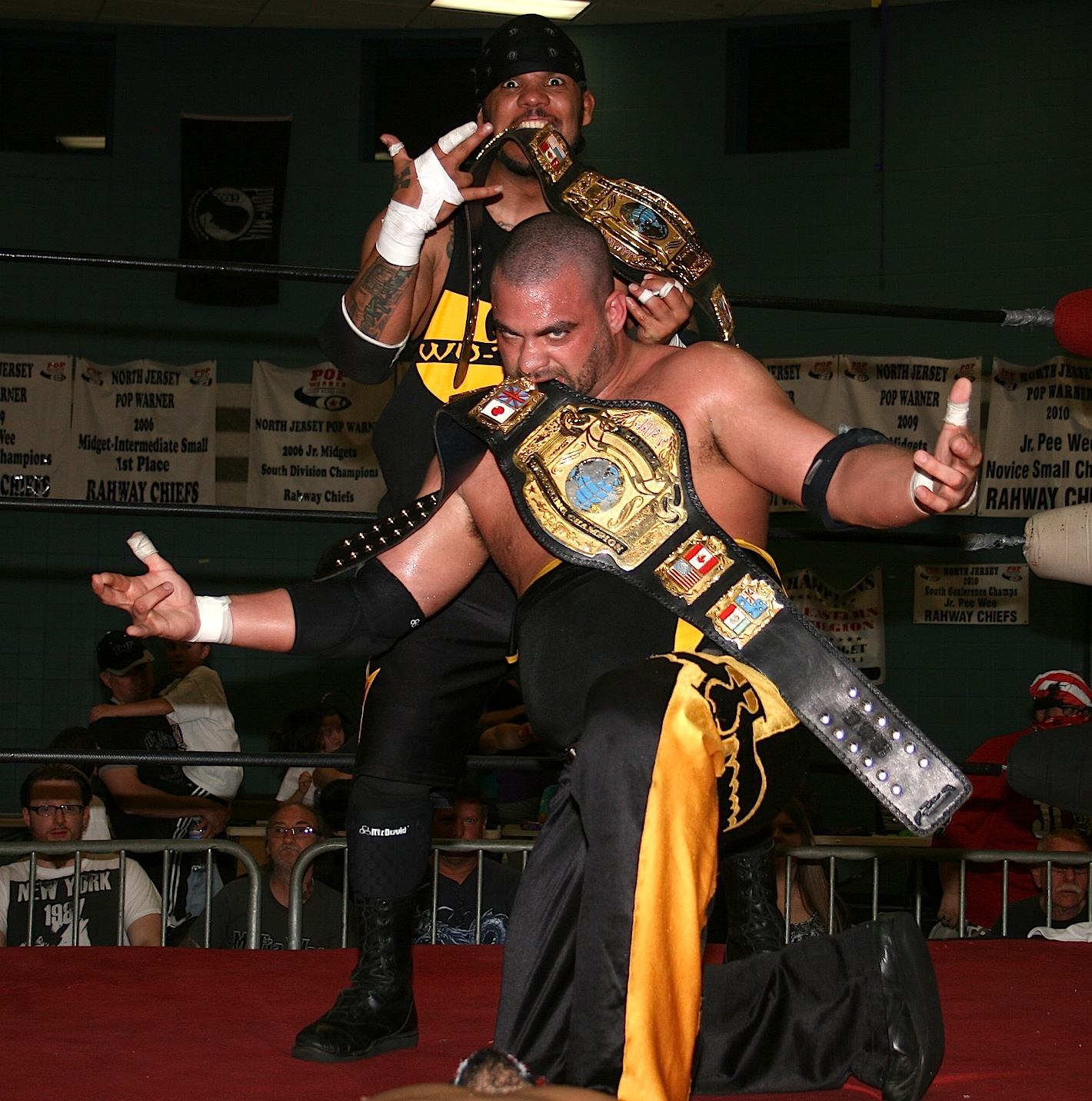
Homicide и Эдди Кингстон в качестве командных чемпионов JAPW в апреле 2012 года.

  - ACW Great American Championship (1 раз)[3]
- Big Japan Pro Wrestling
  - BJW Junior Heavyweight Championship (1 раз)[4]
- Catalyst Wrestling
  - Catalyst Wrestling Heavyweight Champion (1 раз)
- Doghouse Championship Wrestling
  - DCW Heavyweight Championship (1 раз)[5]
  - DCW Tag Team Championship (1 раз) — с Грим Рифером[5]
- Eastern Pro Wrestling
  - EPW Cruiserweight Championship (1 раз)[5]
- Full Impact Pro
  - Чемпион FIP в тяжёлом весе (1 раз)[6]
- Impact Championship Wrestling
  - ICW Heavyweight Championship (1 раз)[7]
  - ICW Tag Team Championship (1 раз) — с Бугалу[8]
- Indie Hall of Fame
  - С 2022 года[9]
- International Wrestling Association
  - IWA World Tag Team Championship (1 раз) — с Эрнандесом[10]
  - IWA World Junior Heavyweight Championship (1 раз)[11]
- Independent Wrestling Association Mid-South
  - IWA Mid-South Tag Team Championship (1 раз) — с Эдди Кингстоном[12]
- International Wrestling Union
  - IWU Georgia Championship (3 раза)[5]
- Jersey All Pro Wrestling
  - Чемпион JAPW в тяжёлом весе (7 раз)[13]
  - Командный чемпион JAPW (7 раз) — с Кейном Ди (2), Доном Монтойей (1), Би-Боем (1), Тедди Хартом (1), Эрнандесом (1) и Эдди Кингстоном (1)[14]
  - Зал славы JAPW (2016)[15]
- Jersey Championship Wrestling
  - JCW Heavyweight Championship (1 раз)[16]
- Long Island Wrestling Federation
  - LIWF Heavyweight Championship (1 раз)[5]
  - LIWF Lightweight Championship (1 раз)[5]
  - LIWF New Jersey Championship (1 раз)[5]
- New Horizon Pro Wrestling
  - Global Conflict Shield Tournament (2011)[17]
  - NHPW Art of Fighting Championship (1 раз)[17][18]
- NWA Wildside
  - NWA Wildside Tag Team Championship (2 раза) — с Рэйнменом[19]
- Outlaw Wrestling
  - Outlaw Wrestling Championship (1 раз)[20]
- Pro Wrestling Guerrilla
  - Командный чемпион PWG (1 раз) — с Би-Боем[21]
  - Tango & Cash Invitational (2004) — с Би-Боем[22]
- Pro Wrestling Illustrated
  - Ranked No. 54 of the top 500 singles wrestlers in the PWI 500 in 2007[23]
- Pro Wrestling Unplugged
  - PWU Heavyweight Championship (1 раз)[24]
- Ring of Honor
  - Чемпион мира ROH (1 раз)[25]
  - Командный чемпион мира ROH (1 раз) — с Крисом Дикинсоном
  - Турнир трио (2005) — с Рикки Рейесом и Рокки Ромеро
  - #1 Contenders Trophy (2003)[26]
- River City Wrestling (San Antonio)
  - RCW Legends Championship (1 раз)[27]
  - RCW Tag Team Championship (1 раз) — с Эрнандесом[28][29]
- Total Nonstop Action Wrestling
  - Командный чемпион мира NWA (2 раза) — с Эрнандесом[30]
  - Командный чемпион мира TNA (1 раз) — с Эрнандесом[31]
  - Чемпион икс-дивизиона TNA (1 раз)[32]
  - Deuces Wild Tag Team Tournament (2008) — с Эрнандесом[33]
  - Feast or Fired (2008 — контракт на титул чемпиона икс-дивизиона TNA)[34]
  - Матч года (2006) с Эрнандесом против Эй Джей Стайлза и Кристофера Дэниелса на TNA Surrender 24 сентября 2006[35]
- USA Pro Wrestling / USA Xtreme Wrestling
  - USA Pro Heavyweight Championship (1 раз)[36]
  - USA Pro United States Championship (1 раз)[37]
  - UXW Xtreme Championship (2 раза)[38]
- VIP Wrestling
  - VIP Heavyweight Championship (1 раз)[39]
- Warriors of Wrestling
  - WOW No Limits Championship (1 раз)[40]
- Wrestling Observer Newsletter
  - Лучший образ (2006) с Эрнандесом как The Latin American Xchange[41]
  - Конанда года (2006) с Эрнандесом как The Latin American Xchange[41]
- Other titles
  - MAS Cruiserweight Championship (1 раз)[5]
  - WMF All Borough Championship (3 раза)[5]